# 1665 Gaby
1665 Gaby è un asteroide della fascia principale. Scoperto nel 1930, presenta un'orbita caratterizzata da un semiasse maggiore pari a 2,4131996 UA e da un'eccentricità di 0,2077067, inclinata di 10,83273° rispetto all'eclittica.
L'asteroide è dedicato a Gaby Reinmuth, nuora dello scopritore.